# John Emory
John Emory, född 11 april 1789 i Queen Anne's County i Maryland, död 1835 i Maryland, var en amerikansk biskop. Emory University har uppkallats efter honom.
Emory var verksam som metodistpräst i betydande församlingar i Philadelphia, Baltimore och Washington, D.C. År 1820 gjorde han en resa till England för att skapa tätare kontakter mellan amerikanska och brittiska metodistkyrkor. År 1831 tackade han nej till erbjudandet att bli rektor för Randolph–Macon College av hälsoskäl. Året därpå utsågs han till biskop i Methodist Episcopal Church med säte i Baltimore. Emory deltog 1834 i ett metodistmöte i Georgia och fick fungera som mötets ordförande. Han omkom 1835 i en olycka. När Emory College, senare Emory University, sedan grundades, uppkallades det nya lärosätet i Georgia efter John Emory.